# Ernest Cadine
Ernest Cadine (12 de julho de 1893 - 28 de maio de 1978) foi um levantador de peso francês que ganhou uma medalha de ouro nos Jogos Olímpicos de Verão de 1920 em Antuérpia.

## Vida
Quando adolescente, Cadine treinou ginástica, luta livre, levantamento de peso e natação. Ele terminou em terceiro lugar no campeonato nacional de levantamento de peso dos médios antes da Primeira Guerra Mundial. Durante a guerra, ele serviu com um regimento de artilharia. Em 1920 ganhou as medalhas de ouro dos meio-pesados nos campeonatos nacionais e nos Jogos Olímpicos e não competiu internacionalmente depois. Em 1920-1925, ele estabeleceu seis recordes mundiais: três no snatch e três no clean and jerk, e mais tarde se tornou um showman profissional de levantamento de peso. Em 1978, ele recebeu a Ordem Nacional do Mérito da França.

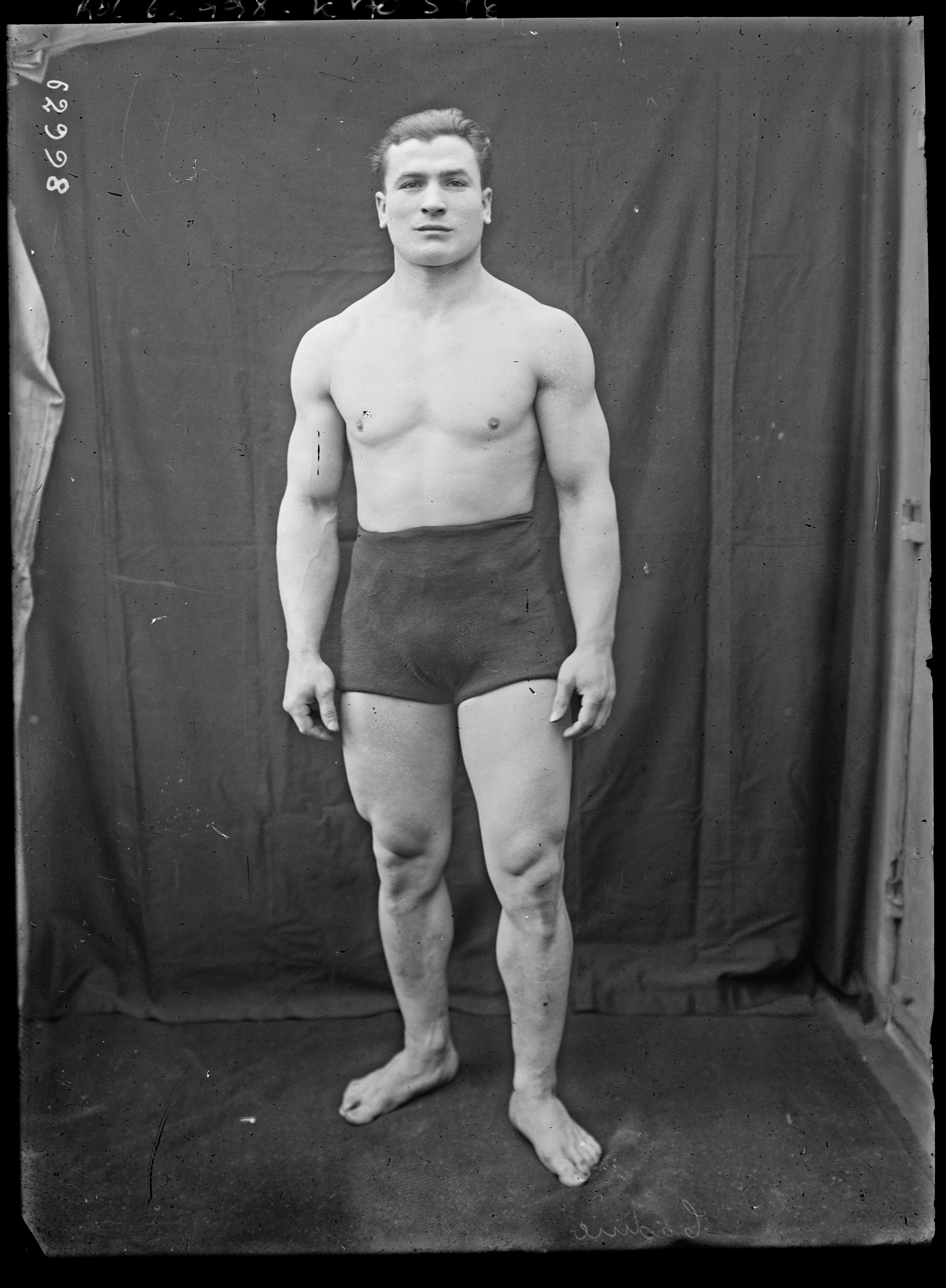
Ernest Cadine

## Morte
Ernest Cadine obteve, no ano da sua morte, a Cruz de Cavaleiro da Ordem Nacional do Mérito. Morreu aos 84 anos em 20 de maio de 1978.

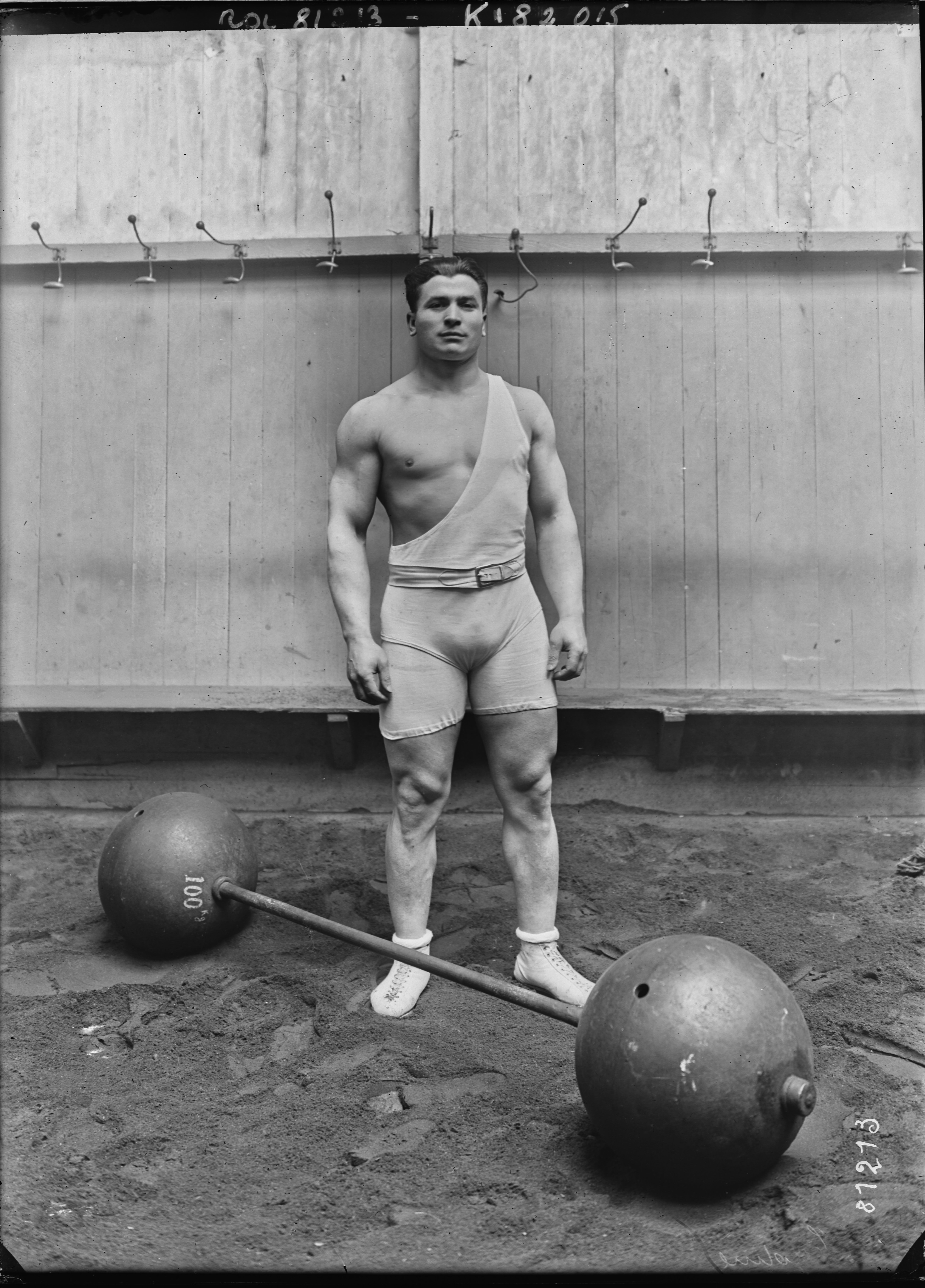
Ernest Cadine.